# 3e division de réserve (Empire allemand)
Pour les articles homonymes, voir 3e division.
La 3e division de réserve est une unité de l'armée allemande qui participe à la Première Guerre mondiale.

## Première Guerre mondiale

### Composition

#### Composition à la mobilisation - 1916
- 5e brigade d'infanterie de réserve

2e régiment d'infanterie de réserve
9e régiment d'infanterie de réserve
- 6e brigade d'infanterie de réserve

34e régiment d'infanterie de réserve
49e régiment d'infanterie de réserve
- 3 escadrons du 5e régiment de dragons de réserve
- 3e régiment d'artillerie de campagne de réserve (6 batteries)
- 2e compagnie de réserve du 2e bataillon de pionniers

#### 1917
- 5e brigade d'infanterie de réserve

2e régiment d'infanterie de réserve
9e régiment d'infanterie de réserve
34e régiment de fusiliers
- 5e régiment de dragons de réserve
- 73e commandement d'artillerie divisionnaire

3e régiment d'artillerie de campagne de réserve (9 batteries)
- 303e bataillon de pionniers

#### 1918
- 5e brigade d'infanterie de réserve

2e régiment d'infanterie de réserve
9e régiment d'infanterie de réserve
34e régiment de fusiliers
- 1 escadron du 22e régiment de dragons
- 73e commandement d'artillerie divisionnaire

3e régiment d'artillerie de campagne de réserve
4e bataillon du 14e régiment d'artillerie à pied de réserve
- 303e bataillon de pionniers

## Chefs de corps
| Grade           | Nom                      | Date                               |
| --------------- | ------------------------ | ---------------------------------- |
| Generalleutnant | Curt von Morgen          | 2 août - 6 novembre 1914           |
| Generalleutnant | Richard Kolewe (de)      | 7 novembre 1914 - 18 juillet 1915  |
| Generalmajor    | Paul Weinschenck         | 12 février 1916 - 1er février 1917 |
| Generalleutnant | Heinrich von Vietinghoff | 2 février - 21 avril 1917          |
| Generalleutnant | Rudolf Rusche            | 22 avril 1917 - 23 novembre 1918   |